# 안톤 투스
안톤 투스(크로아티아어: Anton Tus, 크로아티아어 발음: [aŋton tus], 1931년 11월 22일~2023년 9월 4일)는 크로아티아의 군인이다. 1985년부터 1991년까지 유고슬라비아 공군 사령관을 역임했고, 크로아티아 독립 전쟁 기간인 1991년부터 1992년까지 크로아티아군의 초대 참모총장을 지냈다.